# Надурочні роботи
Надурочні роботи — роботи понад встановлену (нормальну) тривалість робочого часу, яка виконується з ініціативи роботодавця (на відміну від сумісництва, коли робота проводиться з ініціативи працівника).
Відповідно до статті 62 Кодексу законів про працю України встановлено, що надурочні роботи, як правило, не допускаються. Надурочними вважаються роботи понад встановлену тривалість робочого дня згідно статті 52, 53 і 61 даного кодексу, тобто понад 40 годин на тиждень.
Згідно з статтею 64 Кодексу законів про працю України надурочні роботи можуть проводити лише з дозволу виборного органу первинної профспілкової організації підприємства, та не перевищувати граничних норм зазначених у статті 65 даного Кодексу, а саме чотирьох годин протягом двох днів підряд і 120 годин на рік.
Власник або уповноважений ним орган може застосовувати надурочні роботи тільки у таких виняткових випадках:
1) при проведенні робіт, необхідних для оборони країни, а також відвернення громадського або стихійного лиха, виробничої аварії і негайного усунення їх наслідків;
2) при проведенні громадсько необхідних робіт по водопостачанню, газопостачанню, опаленню, освітленню, каналізації, транспорту, зв'язку - для усунення випадкових або несподіваних обставин, які порушують правильне їх функціонування;
3) при необхідності закінчити почату роботу, яка внаслідок непередбачених обставин чи випадкової затримки з технічних умов виробництва не могла бути закінчена в нормальний робочий час, коли припинення її може призвести до псування або загибелі державного чи громадського майна, а також у разі необхідності невідкладного ремонту машин, верстатів або іншого устаткування, коли несправність їх викликає зупинення робіт для значної кількості трудящих;
4) при необхідності виконання вантажно-розвантажувальних робіт з метою недопущення або усунення простою рухомого складу чи скупчення вантажів у пунктах відправлення і призначення;
5) для продовження роботи при нез'явленні працівника, який заступає, коли робота не допускає перерви; в цих випадках власник або уповноважений ним орган зобов'язаний негайно вжити заходів до заміни змінника іншим працівником.
У статті  106 КЗПП України передбачено, що за погодинною системою оплати праці робота в надурочний час оплачується в подвійному розмірі годинної ставки. За відрядною системою оплати праці за роботу в надурочний час виплачується доплата у розмірі 100 % тарифної ставки працівника відповідної кваліфікації, оплата праці якого здійснюється за погодинною системою, —  за всі відпрацьовані надурочні години. У разі підсумованого обліку робочого часу оплачуються як надурочні всі години, відпрацьовані понад встановлений робочий час в обліковому періоді, у порядку, передбаченому частинами першою і другою цієї статті.
Компенсація надурочних робіт шляхом надання відгулу не допускається.

## Заборона залучення до надурочного часу
Згідно статті 63 КЗпП України до надурочних робіт забороняється залучати:
1) вагітних жінок і жінок, які мають дітей віком до трьох років;
2) осіб, молодших вісімнадцяти років;
3) працівників, які навчаються в загальноосвітніх школах і професійно-технічних училищах без відриву від виробництва, в дні занять. 
Законодавством можуть бути передбачені і інші категорії працівників, що їх забороняється залучати до надурочних робіт. 
Жінки, які мають дітей віком від трьох до чотирнадцяти років або дитину з інвалідністю, можуть залучатись до надурочних робіт лише за їх згодою.
Залучення осіб з інвалідністю до надурочних робіт можливе лише за їх згодою і за умови, що це не суперечить медичним рекомендаціям 